# Croxley (metropolitana di Londra)
Croxley è una stazione della linea Metropolitan della metropolitana di Londra.
Si trova nella Travelcard Zone 7.

## Storia
La stazione di Croxley venne aperta il 2 novembre 1925, con il nome Croxley Green, sull'estensione della Metropolitan Railway per Watford collegante Rickmansworth e Moor Park. Tuttavia, questa stazione ferroviaria di Croxley Green è stata aperta nel 1912 e nel 1949 ribattezzata Croxley. C'erano delle regolari navette da e per le stazioni di Rickmansworth, ma furono ritirate nel gennaio del 1960 e successivamente reinserite nel 1987, ma solo una la mattina presto e la sera tardi in entrambe le direzioni.